# Michele Angelo Borio
Michele Angelo Borio (Torino, 1645 – Torino, 1728) è stato un militare piemontese che, per un certo periodo della sua vita, fece parte dei Mousquetaires du Roi comandati da D'Artagnan.

## Biografia

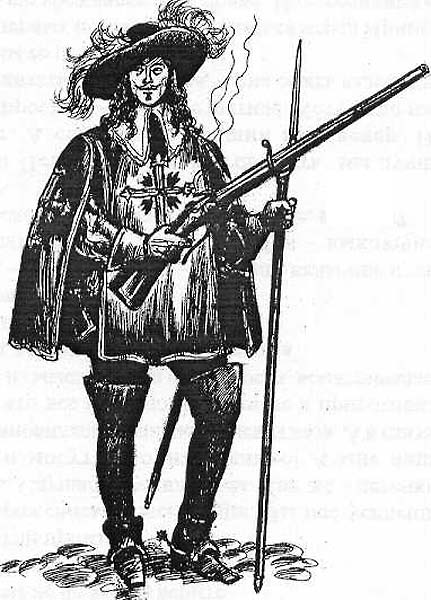
La divisa di un mousquetaire del 1660

Nobile del Sacro Romano Impero, era nato a Torino nel 1645 da una famiglia di nobiltà civica di Niella Tanaro, ramo delle omonime famiglie di Novello, Tigliole, di Costigliole d'Asti e di Villanova d'Asti. Suo nonno, Biaggio Borio, era stato un procuratore collegiato presso il Senato di Torino dove si era trasferito agli inizi del Seicento. Procuratore collegiato era stato pure suo padre Giovan Pietro prima di diventare avvocato patrimoniale e poi consigliere del principe Tommaso Francesco di Savoia. Sua sorella Isabella aveva sposato Carlo Girolamo Fecia, primo conte di Cossato. Con un atto di Carlo Emanuele I del 9 settembre 1623, poi confermato da Vittorio Amedeo I il 24 agosto 1633 e da Carlo Emanuele II il 23 marzo 1663, era stato concesso il titolo di "nobile del Sacro Romano Impero" a tutti i procuratori collegiati del Senato di Torino ed ai loro discendenti.
Per volontà del principe Tommaso e per intercessione del cardinal Mazzarino attraverso il marchese Villa, Michele Angelo Borio divenne un membro dei Mousquetaires du Roi di D'Artagnan e fu quindi ammesso alla corte del re Luigi XIV. Dopo essere stato reclutato, il 17 aprile 1670 prese a prestito dai banchieri Tonso e Quaglia (un suo cognato), 2126 lire per equipaggiarsi adeguatamente. Già nel novembre 1669 si era fatto prestare 146 lire per acquistare un sontuoso abito adatto ai funerali di Enrichetta Maria di Borbone-Francia, vedova di Carlo I d'Inghilterra.
Più tardi lascia i Mousquetaires e ritorna a Torino per diventare il luogotenente della Guardia Reale del Duca di Savoia. Nel 1712 risulta ancora luogotenente comandante della Guardia della Porta di Sua Maestà. Sposa Angela Vittoria Berghesio. Muore nel 1728.

## Fonti
- Archivio di Stato di Torino, Insinuazioni Torino, 1670, reg. VII, f. 529 ed altri atti sino all'anno 1728 (Testamento L. 3/1728/carta 665 retro).